# Söndagsbilagan
Söndagsbilagan var ett svenskt TV-program som bestod av både underhållning och nyheter, och var något av en föregångare till de magasinprogram som blev allt vanligare under 1970-talet.
Programmet sändes under perioden 1960 till 1962 med Jan Gabrielsson som programledare. Andra fasta medarbetare i rutan var Ulla-Bella Fridh, Svenerik Perzon och Gösta Knutsson.
I Söndagsbilagan ingick inte bara nyheter, upplästa av Olle Björklund, och väderprognoser utan även lekar, pyssel och fickrevy. Fickrevyn författades av Edvard Matz, Åke Edin och Åke Söderqvist under pseudonymen Edvard Edqvist.
Programmet sändes från Villa Lyran i Stockholm.